# Henri Quentin
Henri Quentin (Saint-Thierry, 17 ottobre 1872 – Roma, 4 febbraio 1935) è stato un presbitero e filologo francese, specializzato in testi biblici e martirologi e creatore di un nuovo metodo di critica testuale, noto come metodo statistico. Ha aperto la strada a tecniche per confrontare testi e produrre stemmi tra versione ed edizioni al fine di studiarne le origini e le variazioni..

## Biografia
Dopo aver studiato teologia al seminario di Reims, si unì nel 1892 all'Abbazia di Maredsous e nel 1897 all'Abbazia di Solesmes. Fu ordinato sacerdote nel 1902. Nel 1907 fu chiamato a Roma per dirigere i lavori della Pontificia Commissione per la Revisione della Vulgata, da poco creata da Papa Pio X e affidata all'Ordine di San Benedetto. Fu durante questo periodo che dovette affrontare una vasta gamma di testi che presentavano differenze. Ciò lo ha costretto a esplorare sistematicamente le edizioni usando approcci quantitativi. Nel marzo del 1914 fu nominato consulente della sezione liturgica della Sacra Congregazione dei Riti . La Commissione per la revisione della Vulgata fu trasformata nel 1933 nella Pontificia Abbazia di San Girolamo in città, di cui divenne il primo abate.

## Metodo
Di fronte all'enorme massa di manoscritti della Bibbia e alla speciale relazione dei copisti con questo testo, don Quentin fu obbligato a cambiare l'approccio che aveva adottato per i martirologi e a criticare i metodi tradizionalmente applicati nella creazione di uno stemma codicum . Il metodo di don Quentin è stato molto discusso e spesso criticato ma ha suscitato interesse a causa del suo carattere aritmetico e della sua capacità di automazione. Il metodo di Quentin è identico a quello utilizzato nell'analisi filogenetica per lo studio dell'evoluzione per la produzione di alberi non sradicati.

## Opere
- Collezioni Jean-Dominique Mansi et les grandes conciliaires, Parigi, Ernest Leroux, 1900.
- Les martyrologes historiques du Moyen Âge   : étude sur la training du Martyrologe romain, Parigi, 1908.
- Mémoire sur l'établissement du texte de la Vulgate . 1 Template:Ère partie   : Octateuque, Parigi, Gabalda, 1922 (Collectanea biblica latina VI).
- Essais de critique textuelle (Ecdotique), Parigi, Picard, 1926.
- Hippolyte Delehaye (SJ) et Henri Quentin (OSB), Acta sanctorum novembris, tomi II pars posteriore, nel continente Hippolyti Delehaye commentarius perpetuus in Martyrologium Hieronymianum ad recensionem Henrici Quentin, Bruxelles, Société des Bollandistes, 1931.